# Shawn Mendes (disc)
Shawn Mendes: L'àlbum és el tercer àlbum del cantant Canadenc Shawn Mendes. Prèviament podem trobar el seu primer àlbum, Handwritten i el segon sent Illuminate. Va ser produït per la companyia Island Records, i va ser publicat el 25 de maig de 2018. Aquest àlbum està compost majoritàriament amb cançons pop encara que també han tingut influència gèneres com pop rock, blues i R&B.
També hi trobem diverses col·laboracions, gràcies a aquestes trobem com a fruit algunes cançons de l'àlbum, ja que han aportat diferents idees i han ajudat en la creació.
Mendes va col·laborar amb artistes com Julia Michaels, Ed Sheeran, Camila Cabello, Khalid, John Mayer… Des de la seva publicació ha rebut moltes crítiques musicals positives on es destaquen la maduresa i la nova direcció que ha pres en la música, a partir de també d'incorporar nous estils. També ha rebut una molt bona resposta de part dels seus fans.

## Treball previ
L'àlbum es va crear a Malibu, Califòrnia, en una casa la qual és un estudi, aquesta es coneix com The Woodshed Studio. També diferents parts d'alguns records es van gravar aPort Antonio, Jamaica La idea de Mendes sobre aquest àlbum feia un temps (que ...) com només una idea, fins que quan va acabar el seu tour: Illuminate, la va posar en procés. Un any abans de la creació de l'àlbum va començar a experimentar coses com l'ansietat o l'amor, a partir d'aquí va començar a crear petites notes amb les quals sabia que crearia diferents cançons. L'àlbum es va gravar en un període de 3 a 4 mesos. Mentre es creaven i gravaven les cançons es van inspirar en diferents gèneres i en artistes com Kings of Leon, Justin Timberlake, Daniel Caesar, entre d'altres. En una entrevista amb Billboard per exemple va parlar sobre aquest tema:

"A mi em va passar una gran cosa durant aquest procés de crear l'àlbum. Vaig començar a adonar-me que els murs del gènere ja no existeixen pràcticament."
"Durant la creació pensava; com vull que se senti l'àlbum? El gènere principal era el rock. D'acord, volia anar al rock... un tipus com Kings of Leon. L'endemà, em vaig despertar i vaig tenir aquest necessitat de crear alguna cosa R&B. I va ser estrany perquè al principi em vaig preguntar: "Estic fent que no hi hagi una cohesió d'un àlbum? És dolent fer-ho? I poc després em vaig adonar que ja no es tracta del gènere de la cançó. A la gent no li interessa el gènere. Si és una bona cançó, és bona."

## Col·laboracions
Com bé hem mencionat abans Mendes ha col·laborat amb diferents artistes. En diverses entrevistes ha comentat com en cadascuna de les cançons rebia algun tipus d'ajuda algun artista per poder tirar endavant amb la cançó, sigui amb l'aprovació o amb l'ajuda per poder escriure-la. En els records els quals obté alguna ajuda deixant de banda als seus escriptors i productors, són Nervous, Lost in Japan, Like to Be You, Fallin' All in You, Youth, Mutual, When You're Ready.
A Nervous hi trobem l'aportació de Julia Michaels, la qual va ser poder ajudar a escriure la lletra, en específic la tornada de la cançó i diferents versos com: -" I get a little bit nervous around you, get a little bit stressed out when I think about you, get a little excited, baby, when I think about you, yeah "-
Seguidament amb Lost in Japan la col·laboració que hi trobem és de part de Nathaniel Mercereau, aquest és un guitarrista el qual un dia que estava a l'estudio va tocar uns acords de la guitarra elèctrica i a partir d'aquí Mendes va obtenir la inspiració per crear la cançó.
A Like to Be You hi tornem a trobar la col·laboració de Julia Michaels i també del cantant John Mayer, ell és un bon amic de Mendes el seu model a seguir. Finalment en la cançó, Michaels ajuda en el procés d'escriure i part de la cançó com: .- "'Cause maybe we could go to the movies, I know that always cheers us up, hey"-.I Mayer col·labora en el solo amb guitarra que es dona a la cançó del minut 01:37 al 01:50.
Una de les últimes col·laboracions va ser Fallin all in You va ser una col·laboració que va ser originalment creada per Ed Sheeran. Ell li va enviar la tornada de la cançó a Mendes i a ell des d'un primer moment li va encantar, però el problema era que ell no podia cantar en falsetto i mesos després va ser capaç de fer-ho i va decidir continuar endavant amb la idea de la cançó i acabar la d'escriure.
Per acabar podem parlar del record Youth, aquesta cançó en un primer lloc va ser inspirada pels atacs que s'estaven donant a terme a Manchester i al pont de Londres.Mendes va decidir escriure un missatge a Khalid sobre aquesta idea, i de com quan col·laboressin havien de parlar sobre un tema del qual estava passant en aquell moment i era molt important, i de com la cançó havia de tenir un significat en la societat. El pensament de la joventut va aclaparar a Mendes i no podia parar de pensar en altre cosa que en com la seva joventut estava sent arrencada d'ell, i no en edat sinó en pensament

## Promoció
Per anunciar finalment l'àlbum Mendes va fer un live el 26 d'abril de 2018 a Youtube, de nou hores de duració. Es basava en un grup de persones creant la portada de l'àlbum. En aquest vídeo s'anuncia a la portada, el títol i la data en la qual es publicaria l'àlbum.
Prèviament a aquest live en la plataforma ja havia publicat dues de les cançons que finalment apareixerien a l'àlbum, sent “In My blood” i “Lost In Japan”. Aquests dos records van ser publicats el 22 i 23 de març de 2018.
També a diverses entrevistes ja havia parlat de l'àlbum i a l'hora d'algunes de les col·laboracions que es podrien trobar.
Una de les promocions més important que va ser quan va parlar del seu àlbum, i també va anar més en fons parlant cançó per cançó amb Beats 1 una sèrie d'entrevistes de ràdio i videos a Youtube que dirigeix Apple Music. El presentador de ràdio Zane Lowe va ser la persona que va dur a terme aquesta entrevista. Es pot trobar a Itunes en el canal de Beats 1 o també a Youtube. Per acabar aquesta promoció, van decidir dur a terme un concert al Ford Theatres a Hollywood, el 17 de maig de 2018, el qual va passar va ser proporcionat com un live per Apple Music.
Mendes també va decidir estar una setmana, sent aquesta la del 4 de juny de 2018, com aamfitrió al show The Late Late Show with James Corden, on va promocionar l'àlbum i va tocar diferentsrecords cada nit d'aquest. També va fer un episodi dekaraoke que es du a terme en un cotxe en el qual canta algunes cançons de l'àlbum i també d'antigues. Aquesta setmana va ser catalogada a les xarxes socials amb un hashtag sent: #LateLateShawn.
I per acabar de promocionar-ho mundialment, Mendes va decidir crear el seu Tour mundial sent Shawn Mendes: The Tour, en el que canta totes les noves cançons del tercer álbum igual que com també algunes d'antigues i un parell també d'altres artistes.

## Primeres cançons
La primera cançó que va ser publicada va ser In My Blood, sent el dia 22 de març de 2018, com el principal record de promoció per l'àlbum. Lost in Japan, va ser publicat l'endemà com a primer record promocional. Youth, va ser publicat com a segon record promocional el dia 3 de maig al igual que If I Can't Have You. Where were you in the morning? va ser publicat com a tercer record promocional el 18 de maig. I Nervous va ser publicat com a quart record promocional el 23 de maig.
Originalment els records del cantant If I Can't Have You i Señorita no apareixerien a l'àlbum final sent així dos records individuals, però després van ser afegits en una versió deluxe de l'àlbum.

## Llistat de cançons

### Llistat de cançons original de l'àlbum[15]
| No. | Títol                                       | Escriptors                                                                              | Productors                                                       | Duració |
| --- | ------------------------------------------- | --------------------------------------------------------------------------------------- | ---------------------------------------------------------------- | ------- |
| 1.  | "In My Blood"                               | - Shawn Mendes - Teddy Geiger - Scott Harris - Geoff Warburton                          | - Teddy Geiger - Shawn Mendes                                    | 3:31    |
| 2.  | "Nervous"                                   | - Shawn Mendes - Scott Harris - Julia Michaels                                          | - Teddy Geiger - Shawn Mendes                                    | 2:44    |
| 3.  | "Lost in Japan"                             | - Shawn Mendes - Teddy Geiger - Scott Harris - Nathaniel Mercereau                      | - Teddy Geiger - Shawn Mendes - Nathaniel Mercereau - Louis Bell | 3:21    |
| 4.  | "Where Were You in the Morning?"            | - Shawn Mendes - Teddy Geiger - Scott Harris - Geoff Warburton                          | - Teddy Geiger - Shawn Mendes                                    | 3:20    |
| 5.  | "Like to Be You" (featuring Julia Michaels) | - Shawn Mendes - Julia Michaels - Scott Harris                                          | - John Mayer                                                     | 2:39    |
| 6.  | "Fallin' All in You"                        | - Shawn Mendes - Ed Sheeran - Johnny McDaid - Fred Gibson - Scott Harris - Teddy Geiger | - Teddy Geiger - Shawn Mendes                                    | 3:55    |
| 7.  | "Particular Taste"                          | - Shawn Mendes - Ryan Tedder - Zach Skelton                                             | - Ryan Tedder - Zach Skelton - Shawn Mendes                      | 2:55    |
| 8.  | "Why"                                       | - Shawn Mendes - Teddy Geiger - Scott Harris                                            | - Teddy Geiger - Shawn Mendes                                    | 3:58    |
| 9.  | "Because I Had You"                         | - Shawn Mendes - Teddy Geiger - Ryan Tedder - Scott Harris - Zach Skelton               | - Teddy Geiger - Shawn Mendes - Ryan Tedder                      | 2:22    |
| 10. | "Queen"                                     | - Shawn Mendes - Teddy Geiger - Scott Harris - Geoff Warburton                          | - Joel Little - Teddy Geiger                                     | 3:24    |
| 11. | "Youth" (featuring Khalid)                  | - Shawn Mendes - Khalid Robinson - Scott Harris - Geoff Warburton - Teddy Geiger        | - Joel Little - Shawn Mendes                                     | 3:10    |
| 12. | "Mutual"                                    | - Shawn Mendes - Teddy Geiger - Geoff Warburton - Scott Harris - Ian Kirkpatrick        | - Teddy Geiger - Shawn Mendes - Ian Kirkpatrick                  | 2:28    |
| 13. | "Perfectly Wrong"                           | - Shawn Mendes - Teddy Geiger - Scott Harris - Geoff Warburton                          | - Teddy Geiger - Shawn Mendes                                    | 3:32    |
| 14. | "When You're Ready"                         | - Shawn Mendes - Scott Harris - Amy Allen - Geoff Warburton - Teddy Geiger              | - Teddy Geiger - Shawn Mendes                                    | 2:49    |

### Llistat de cançons de la versió deluxe
| No. | Títol                                       | Escriptors | Productors                                                | Duració |
| --- | ------------------------------------------- | --- | --------------------------------------------------------- | ------- |
| 1.  | "Señorita" (with Camila Cabello)            | - Shawn Mendes - Camila Cabello - Charlotte Aitchison - Alexandra Tamposi - Jack Patterson - Andrew Wotman - Benjamin Levin - Magnus August Hoiberg | - Watt - Benny Blanco - Cashmere Cat                      | 3:10    |
| 2.  | "Lost in Japan"                             | - Shawn Mendes - Teddy Geiger - Scott Harris - Nathaniel Mercereau                                                                                  | - TeddyGeiger - Shawn Mendes - Nate Mercereau - Bell      | 3:21    |
| 3.  | "If I Can't Have You"                       | - Shawn Mendes - Teddy Geiger - Scott Harris - Nathaniel Mercereau                                                                                  | - Teddy Geiger - Shawn Mendes - Nate Mercereau - Ojivolta | 3:10    |
| 4.  | "In My Blood"                               | - Shawn Mendes - Teddy Geiger - Scott Harris - Geoff Warburton                                                                                      | - Teddy Geiger - Shawn Mendes                             | 3:31    |
| 5.  | "Fallin' All in You"                        | - Shawn Mendes - Ed Sheeran - Johnny McDaid - Fred Gibson - Scott Harris - Teddy Geiger                                                             | - Teddy Geiger - Shawn Mendes                             | 3:55    |
| 6.  | "Where Were You in the Morning?"            | - Shawn Mendes - Teddy Geiger - Scott Harris - Geoff Warburton                                                                                      | - Teddy Geiger - Shawn Mendes                             | 3:20    |
| 7.  | "Nervous"                                   | - Shawn Mendes - Scott Harris - Julia Michaels | - Teddy Geiger - Shawn Mendes                             | 2:44    |
| 8.  | "Like to Be You" (featuring Julia Michaels) | - Shawn Mendes - Julia Michaels - Scott Harris | - John Mayer                                              | 2:39    |
| 9.  | "Particular Taste"                          | - Shawn Mendes - Ryan Tedder - Zach Skelton | - Tedder - Zach Skelton - Shawn Mendes                    | 2:55    |
| 10. | "Because I Had You"                         | - Shawn Mendes - Teddy Geiger - Ryan Tedder - Scott Harris - Zach Skelton                                                                           | - Teddy Geiger - Shawn Mendes - Ryan Tedder               | 2:22    |
| 11. | "Why"                                       | - Shawn Mendes - Teddy Geiger - Scott Harris | - Teddy Geiger - Shawn Mendes                             | 3:58    |
| 12. | "Youth" (featuring Khalid)                  | - Shawn Mendes - Khalid Robinson - Scott Harris - Geoff Warburton - Teddy Geiger                                                                    | - Joel Little - Shawn Mendes                              | 3:10    |
| 13. | "Perfectly Wrong"                           | - Shawn Mendes - Teddy Geiger - Scott Harris - Geoff Warburton                                                                                      | - Teddy Geiger - Shawn Mendes                             | 3:32    |
| 14. | "Mutual"                                    | - Shawn Mendes - Teddy Geiger - Geoff Warburton - Scott Harris - Ian Kirkpatrick                                                                    | - Teddy Geiger - Shawn Mendes - Ian Kirkpatrick           | 2:28    |
| 15. | "Queen"                                     | - Shawn Mendes - Teddy Geiger - Scott Harris - Geoff Warburton                                                                                      | - Joel Little - Teddy Geiger                              | 3:24    |
| 16. | "When You're Ready"                         | - Shawn Mendes - Scott Harris - Amy Allen - Geoff Warburton - Teddy Geiger                                                                          | - Teddy Geiger - Shawn Mendes                             | 2:49    |

## Recepció del crítics
En general Mendes ha rebut moltes crítiques positives des de-de la publicació de l'àlbum. En la majoria en parlen de com la maduresa es nota en les lletres de les cançons i a l'hora dels nous estils de música que ha pres a l'àlbum, comparat amb altres records que ha fet.Jamie Cox, de Pitchfork, va valorar a l'àlbum del Canadenc un 5.1 de 10 estrelles, això es deu al fet que segons ell les cançons que es troben a l'àlbum no són úniques totalment, és a dir que es poden imaginar sent cantades per artistes del món del pop... i Mendes se suposa que hauria d'estar per sobre d'això per poder fer l'àlbum de millor qualitat.Jem Assad, de Variety, en canvi dona un altre punt de vista, ell opina que l'àlbum està remarcablement ben format en què nota a Mendes provant nous estils de música i l'avanç que ha fet a la música.
Altres crítics comIlana Kaplan de The Independent, li va donar a l'àlbum 4 estrelles sobre 5, en el que aplaudeix també la maduresa que ha pres el cantant per construir aquest nou àlbum, ena parla sobre com Mendes ha deixat de banda els estereotips d'una relació amorosa i s'adentra en temes més personals, reals i vulnerables. I altres comJon Caramica de The New York Times, donaven una opinió més mixta, denominava l'àlbum atractiu però alhora no del tot atractiu, ja que les cançons el feien és no deixar espai als talents de Mendes, és a dir obscurir sistemàticament els talents de Mendes que podrien fer que el resultat de les cançons fossin millors.

## Nominacions i premis
| Any  | Organització           | Premi                  | Resultat |
| ---- | ---------------------- | ---------------------- | -------- |
| 2018 | People's Choice Awards | Àlbum de 2018          | Nominat  |
| 2019 | Grammy Awards          | Millor Àlbum Pop Vocal | Nominat  |